# Enron: The Smartest Guys in the Room
Pour plus de détails, voir Fiche technique et Distribution.
Enron: The Smartest Guys in the Room est un film documentaire sorti en 2005 et basé sur le livre éponyme de la journaliste Bethany McLean et de Peter Elkind. Le documentaire est une étude d'un des plus importants scandales du milieu des affaires de l'histoire américaine. McLean et Elkind sont crédités comme rédacteurs du scénario aux côtés d'Alex Gibney.

## Synopsis
Le film revient sur la chute de l'entreprise Enron en 2001, qui a entraîné des procès criminels pour plusieurs des membres de l'exécutif de la compagnie lors du scandale d'Enron qui suivit. Le film montre aussi le rôle des traders d'Enron dans la crise de l'énergie en Californie. Le film inclut des interviews de McLean et Elkin, ainsi que d'anciens membres de l'exécutif d'Enron, des employés, des analystes, des journalistes et l'ancien gouverneur de Californie Gray Davis.

## Distinctions
Le film remporta un Independent Spirit Award dans la catégorie « meilleur film documentaire » et fut nommé dans la catégorie équivalente lors de la 78e cérémonie des Oscars en 2006.